# International Literature Festival Utrecht
Het International Literature Festival Utrecht (ILFU) is een jaarlijks literatuurfestival in Utrecht, georganiseerd door Het Literatuurhuis. De ILFU-website biedt, naast informatie over het festival, een online journalistiek platform met verhalen, artikelen en interviews van en met schrijvers, met als hoofdredacteur Gijs Wilbrink. Daarbij zijn regelmatig gasthoofdredacteuren, zoals in 2024 Pete Wu en Maxim Februari. Terugkerende onderdelen van het festival zijn de Belle van Zuylenlezing, het YALFU (het Young Adult festival) en het NK Poetry Slam. Het festival wordt jaarlijks afgesloten met de Nacht van de Poëzie.

## Geschiedenis
In 2013 werd de stichting Het Literatuurhuis opgericht als fusie van volgende literatuurevenementen en -organisaties: de Nacht van de Poëzie (begonnen in 1980), Stichting Literaire Activiteiten Utrecht (SLAU, sinds 1983), Het Poëziecircus (sinds 1996), het Nederlands Kampioenschap Poetry Slam (sinds 2002), het festival Literaire Meesters (sinds 2009) en het internationale literatuurfestival City2Cities (sinds 2011).
Sinds 2017 is Utrecht als eerste stad van Nederland, mede dankzij een actieve lobby vanuit het ILFU, een UNESCO-Literatuurstad ('City of Literature'), een samenwerkingsverband van vele partijen uit de stad, zoals de Bibliotheek Utrecht, Veen Bosch & Keuning Uitgeversgroep, het Utrechtse Boekhandels Overleg, de Universiteit Utrecht, Festival Mooie Woorden en ILFU.

## C.C.S. Crone-Literatuurprijs en -stipendia
Een keer per drie jaar wordt door het ILFU de C.C.S. Crone-prijs uitgereikt aan een aan Utrecht verbonden auteur, voor het gehele oeuvre. De prijs, genoemd naar de Utrechtse schrijver C.C.S. Crone (1914-1951), is in 2001 ingesteld op voorspraak van ILFU-voorganger Stichting Literaire Activiteiten Utrecht (SLAU), later opgegaan in Het Literatuurhuis, dat later weer opging in ILFU. Winnaars waren onder andere Manon Uphoff, Ronald Giphart, Arthur Japin, Ingmar Heytze, Vrouwkje Tuinman en Roline Redmond. Ook wordt een stipendium toegekend aan beginnende auteurs, zoals Yentl van Stokkum, Wiegertje Postma Ellen Deckwitz, Peter Knipmeijer, Lucas Rijneveld, Radna Fabias, Munganyende Hélène Christelle en Mariken Heitman.

## Belle van Zuylenlezing en -ring
Al voor het ILFU werd gehouden, sinds 2005, wordt jaarlijks de Belle van Zuylenlezing gegeven in Utrecht. Deze lezing over literatuur en maatschappij wordt gegeven door een buitenlandse schrijver en is genoemd naar Belle van Zuylen. De lezing is onderdeel geworden van het ILFU. Vanaf 2019 werd hieraan in samenwerking met de gemeente Utrecht een prijs verbonden, de Belle van Zuylenring; een ereprijs voor een internationaal schrijver. De eerste keer werd hij uitgereikt aan Chimamanda Ngozi Adichie in januari 2020, die op die dag de elfde Belle van Zuylenlezing hield. De tweede Belle van Zuylenring werd toegekend aan Margaret Atwood in oktober 2020. In september 2021 ontving Elena Ferrante de ring. In september 2024 heeft Svetlana Aleksijevitsj de lezing gegeven en de ring ontvangen.

## Bekende gasten en interviewers
Ali Smith, Salman Rushdie, John Irving, Julian Barnes, Paolo Cognetti, Janine Abbring, Micha Wertheim, Jonathan Franzen, Raven van Dorst, Marian Donner, Olivia Laing, Miranda July, Booker Prize-winnaar Douglas Stuart, Raynor Winn, Jeffrey Spalburg, die in 2023 voor ILFU een essay schreef over Ketikoti en dat voordroeg bij een gesprek voor ILFU 2023 met als thema 'Achter de komma – een gedeelde toekomst na de slavernij-excuses', met Cynthia McLeod, Jörgen UNOM Gario en Marisa Monsanto, en gespreksleider Janice Deul, Sinan Çankaya, die Édouard Louis interviewde tijdens ILFU 2021 en Tash Aw en Sulaiman Addonia tijdens ILFU 2022. Anousha Nzume, Ruth Lasters, Marjolein Moorman, Tash Aw, Sulaiman Addonia, Linton Kwesi Johnson, A.M. Homes, Niña Weijers, Joy Wielkens, schrijverscollectief Fixdit over seksisme in de literatuur en de literaire wereld, met Fixdit-leden Manon Uphoff, Shantie Singh, Ayelet Gundar-Goshen, Sophie Derkzen, Dalilla Hermans, Aldith Hunkar, Abdelkader Benali,, Clarice Gargard en Jandy Nelson.
Op het festivalonderdeel 'All That Poetry' in 2023 werd Babs Gons ingehuldigd als Dichter des Vaderlands. Ze toerde van eind september tot begin oktober door Nederland en Vlaanderen, waarbij zij in iedere provincie een boekhandel aandeed. In deze boekhandels traden in estafette dichters op. In totaal werd aan meer dan 1000 dichters een podium geboden om een gedicht van maximaal twee minuten te laten horen. Aansluitend vond de Nacht plaats.